# サカテカス
サカテカス (Zacatecas) はメキシコの都市。サカテカス州の州都。街の大聖堂をはじめとする歴史地区はユネスコの世界遺産に登録されている。
標高約 2,250 m の高地に位置する。16世紀にコンキスタドレス（スペインの征服者）によって銀山の開発が行われ、メキシコ有数の鉱山都市として発展していった。19世紀前半、独立戦争中に鉱山が荒廃したため一時生産量が低下したが、まもなく生産力を回復させた。

## 歴史
当初スペイン人は、グアダラハラを経由してサカテカスに来ていた。1540年、ヌーニョ・デ・グスマンが、メキシコシティから現在のミチョアカン州、ハリスコ州に該当するエリアを征服しながら、サカテカスにやって来た。グズマン軍の大佐の一人であったクリストバル・デ・オニャテが、現在のグアダラハラに該当する場所を征服した。他にも、ペドロ・アルミンデス・チリノス・パラルミンデスは、北に向かい、サカテカスを簡単に接収したが、この地に富があることについては知りえなかった。このエリアは最初はただのフロンティアであった。1546年には、ホアン・デ・トロサはセッロ・デ・ラ・ブファから岩のサンプルを持ち帰り、このことが高濃度の銀と鉛を含有していることが分かるきっかけとなった。セッロ・デ・ラ・ブファの麓には、すぐに鉱山採掘用のキャンプが設営された。サカテカスは当初、スペイン人による恒久的な支配に強く反発したが、 この地の鉱山の潜在性がヨーロッパ人がこの地を統治する意思を強め、1540年代に原住民は敗北した。
1548年に正式に鉱山採掘用のキャンプが設営され、"Minas de Nuestra Señora de Remedios"と呼ばれた。1548年に発見された最初の銀鉱脈が、サン・ベルナベ鉱山よりが発見された。同じようにして、"Albarrada de San Benito"、ヴェタグランデ、パヌコなどでも発見された。このことで、多くの人々がサカテカサスに押し寄せた。居住区はヌエバ・エスパーニャで最も重要な都市の一つに成長し、1550年にキャンプは教区となり、1585年"Muy Noble y Leal Ciudad de Nuestra Señora de Zacatecas (Very Noble and Loyal City of Nuestra Señora de Zacatecas)"という市名で、フェリペ2世からの紋章を受け取り、市制を宣言した。鉱山開発の成功により、原住民が働きにやってきたり、黒人奴隷が労働のために輸入されたりした。鉱山キャンプは、"Arroyo de la Plata"の方向、現在のマヌエル・イガルド通りの下方に沿って、南側に拡大した。
植民地時代から続く最も重要な鉱山の一つがエル・エデン鉱山である。1586年、"Cerro de la Bufa"で操業が開始された。鉱山は主に金、銀を産出し、産出された時期は17、18世紀である。1960年に鉱山は閉鎖されたが、1975年に観光用として再びオープンした。16世紀末までに、街はメキシコではメキシコシティに次いで2番目に重要な都市となり、鉱山で得られる収益により、スペイン王国はヨーロッパで最も強大な力を持つ国の一つとなった。街の重要性としては、鉱山だけに留まらなかった。ヌエバ・エスパーニャの修道院の騎士のほとんどが、修道院を造り、そのことで街は福音伝道の重要な中心地にもなった。1558年にフランシスコ会、1576年に聖アウグスチノ修道会、1604年にドミニコ会が進出してきた。現在のカリフォルニアやテキサスへの宣教師の多くは、サカテカスからやってきていた。植民地時代の終盤、鉱山によって産み出された富が、重要な宗教施設や一般的な建造物を建てる資金となっていた。建設のピークは18世紀であった。それらの建造物の一つが、1796年に建てられた"Colegio de San Luis Gonzaga"である。
1811年4月15日に起きた反乱で、サカテカスはイグナシオ・ロペス・ラヨンによって占拠された。独立後間もなくして、街は新しく設置されたサカテカス州の州都となった。

## 気候
| サカテカス (1951-2010)の気候                                            | サカテカス (1951-2010)の気候 | サカテカス (1951-2010)の気候 | サカテカス (1951-2010)の気候 | サカテカス (1951-2010)の気候 | サカテカス (1951-2010)の気候 | サカテカス (1951-2010)の気候 | サカテカス (1951-2010)の気候 | サカテカス (1951-2010)の気候 | サカテカス (1951-2010)の気候 | サカテカス (1951-2010)の気候 | サカテカス (1951-2010)の気候 | サカテカス (1951-2010)の気候 | サカテカス (1951-2010)の気候 |
| 月                                                                      | 1月                          | 2月                          | 3月                          | 4月                          | 5月                          | 6月                          | 7月                          | 8月                          | 9月                          | 10月                         | 11月                         | 12月                         | 年                           |
| ----------------------------------------------------------------------- | ---------------------------- | ---------------------------- | ---------------------------- | ---------------------------- | ---------------------------- | ---------------------------- | ---------------------------- | ---------------------------- | ---------------------------- | ---------------------------- | ---------------------------- | ---------------------------- | ---------------------------- |
| 最高気温記録 °C （°F）                                                  | 28.0 (82.4)                  | 29.0 (84.2)                  | 29.9 (85.8)                  | 34.0 (93.2)                  | 36.0 (96.8)                  | 36.0 (96.8)                  | 31.0 (87.8)                  | 29.9 (85.8)                  | 30.5 (86.9)                  | 30.0 (86)                    | 29.0 (84.2)                  | 28.0 (82.4)                  | 36 (96.8)                    |
| 平均最高気温 °C （°F）                                                  | 17.8 (64)                    | 19.3 (66.7)                  | 21.7 (71.1)                  | 24.5 (76.1)                  | 26.5 (79.7)                  | 25.6 (78.1)                  | 23.8 (74.8)                  | 23.6 (74.5)                  | 22.5 (72.5)                  | 22.1 (71.8)                  | 21.0 (69.8)                  | 18.2 (64.8)                  | 22.2 (72)                    |
| 日平均気温 °C （°F）                                                    | 11.3 (52.3)                  | 12.4 (54.3)                  | 14.5 (58.1)                  | 17.2 (63)                    | 19.3 (66.7)                  | 19.1 (66.4)                  | 17.8 (64)                    | 17.7 (63.9)                  | 17.0 (62.6)                  | 15.9 (60.6)                  | 14.1 (57.4)                  | 11.9 (53.4)                  | 15.7 (60.3)                  |
| 平均最低気温 °C （°F）                                                  | 4.7 (40.5)                   | 5.6 (42.1)                   | 7.3 (45.1)                   | 9.9 (49.8)                   | 12.1 (53.8)                  | 12.6 (54.7)                  | 11.8 (53.2)                  | 11.8 (53.2)                  | 11.5 (52.7)                  | 9.6 (49.3)                   | 7.2 (45)                     | 5.6 (42.1)                   | 9.1 (48.4)                   |
| 最低気温記録 °C （°F）                                                  | −6.3 (20.7)                  | −3.5 (25.7)                  | −3.1 (26.4)                  | 2.0 (35.6)                   | 5.0 (41)                     | 1.0 (33.8)                   | 4.0 (39.2)                   | 6.5 (43.7)                   | 3.5 (38.3)                   | 2.0 (35.6)                   | −3.5 (25.7)                  | −11.0 (12.2)                 | −11 (12.2)                   |
| 降水量 mm （inch）                                                      | 19.0 (0.748)                 | 14.9 (0.587)                 | 7.5 (0.295)                  | 10.8 (0.425)                 | 17.4 (0.685)                 | 75.2 (2.961)                 | 101.3 (3.988)                | 106.0 (4.173)                | 90.1 (3.547)                 | 32.6 (1.283)                 | 9.5 (0.374)                  | 10.9 (0.429)                 | 495.2 (19.496)               |
| 平均降水日数 （≥0.1 mm）                                                | 2.4                          | 1.7                          | 0.9                          | 1.1                          | 3.3                          | 8.6                          | 10.2                         | 10.1                         | 9.6                          | 4.6                          | 1.3                          | 2.2                          | 55.8                         |
| 平均降雪日数                                                            | 0.33                         | 0                            | 0.03                         | 0                            | 0                            | 0                            | 0                            | 0                            | 0                            | 0                            | 0.46                         | 0.11                         | 0.93                         |
| 平均月間日照時間                                                        | 217.0                        | 226.0                        | 244.9                        | 240.0                        | 272.8                        | 225.0                        | 220.1                        | 210.8                        | 186.0                        | 217.0                        | 240.0                        | 201.5                        | 2,701.1                      |
| 出典1：Servicio Meteorologico Nacional,Hong Kong Observatory (sun only) |                              |                              |                              |                              |                              |                              |                              |                              |                              |                              |                              |                              |                              |
| 出典2：Colegio de Postgraduados                                         |                              |                              |                              |                              |                              |                              |                              |                              |                              |                              |                              |                              |                              |

## 世界遺産
サカテカス銀山の存在によるかつての繁栄を伝える歴史的な街並みが世界遺産リストに登録されている。

### 登録基準
この世界遺産は世界遺産登録基準のうち、以下の条件を満たし、登録された（以下の基準は世界遺産センター公表の登録基準からの翻訳、引用である）。
- (2) ある期間を通じてまたはある文化圏において、建築、技術、記念碑的芸術、都市計画、景観デザインの発展に関し、人類の価値の重要な交流を示すもの。
- (4) 人類の歴史上重要な時代を例証する建築様式、建築物群、技術の集積または景観の優れた例。